# Eocenchrea hiva
Eocenchrea hiva är en insektsart som först beskrevs av George Willis Kirkaldy 1906.  Eocenchrea hiva ingår i släktet Eocenchrea och familjen Derbidae. Inga underarter finns listade i Catalogue of Life.